# Kim Kibum
Kim Ki-bum (hangul: 김기범) (Seul, 21 de agosto de 1987), mais conhecido apenas como Kibum, é um ator e modelo sul-coreano. Conhecido por ser ex-integrante da boy band Super Junior, fez sua estreia no drama televisivo April Kiss, em 2004. Apesar de estrear como ator, alcançou maiores resultados em sua carreira como cantor.
Em 18 de agosto de 2015, após uma longa pausa de seis anos nas atividades do grupo com a intenção de focar na atuação, o mesmo anunciou, através de sua conta Instagram, o termino de seu contrato com a SM Entertainment, desligando-se oficialmente do Super Junior.
Em agosto de 2016, foi anunciado que Kibum assinou contrato com a Y Team Company, onde seguirá carreira de ator e modelo. 

## Filmografia

### Filmes
| Ano  | Título                    | Papel               |
| ---- | ------------------------- | ------------------- |
| 2007 | Attack on the Pin-Up Boys | Ele mesmo, narrador |
| 2010 | Jumunjin                  | Fantasma            |

### Dramas de televisão
| Ano  | Título                        | Papel           |
| ---- | ----------------------------- | --------------- |
| 2004 | April Kiss                    | Han Jung-woo    |
| 2005 | Rainbow Romance               | Kim Ki-bum      |
| 2005 | Marrying a Millionaire        | Kim Young-hoon  |
| 2005 | Sharp 2                       | Joo Yuh-myoung  |
| 2006 | Snow Flower                   | Ha Yeong-chan   |
| 2008 | Chunja's Happy Events         | Park Jung-woo   |
| 2011 | Deep Rooted Tree              | Pak Paeng-nyeon |
| 2012 | I Love Lee Tae-ri             | Geum Eun-dong   |
| 2013 | The Demi-Gods and Semi-Devils | Duan Yu         |
| 2014 | Lucky Tianbao                 | Zhu Tian Bao    |